# Кім Бо Рим

Кім Бо Рим (кор. 김보름) — південнокорейська ковзанярка,  олімпійська медалістка, чемпіонка світу, чемпіонка Азійських ігор, дворазова чемпіонка Універсіади. 
Срібну олімпійську медаль Кім на Пхьончханській олімпіаді 2018 року в мас-старті.

## Зовнішні посилання
- Досьє на speedskatingnews [Архівовано 3 вересня 2017 у Wayback Machine.]

## Виноски
1. ↑  Les-Sports.info
2. 1 2  https://www.sports-reference.com/olympics/athletes/ki/kim-bo-reum-1.html
3. ↑  Women's mass start results (PDF). Архів оригіналу (PDF) за 25 лютого 2018. Процитовано 5 квітня 2018.